# Hemidactylus principensis
Hemidactylus principensis is een hagedis die behoort tot de gekko's en de familie Gekkonidae.

## Naam en indeling
De wetenschappelijke naam van de soort werd voor het eerst voorgesteld door Elizabeth C. Miller, Anna B. Sellas en Robert C. Drewes in 2012. De hagedis werd afgesplitst van de soort Hemidactylus greeffi die op het grotere eiland Sao Tomé voorkomt. De soortaanduiding principensis betekent vrij vertaald 'wonend op Principe' en verwijst naar het verspreidingsgebied.

## Verspreiding en habitat
Deze gekko is endemisch in het Afrikaanse Sao Tomé en Principe in de Golf van Guinee, en alleen op het eiland Principe. De habitat bestaat uit vochtige tropische en subtropische laaglandbossen. Ook in door de mens aangepaste streken zoals landelijke tuinen kan de hagedis worden gevonden. De soort is aangetroffen van zeeniveau tot op een hoogte van ongeveer 400 meter boven zeeniveau.

## Beschermingsstatus
Door de internationale natuurbeschermingsorganisatie IUCN is de beschermingsstatus 'gevoelig' toegewezen (Near Threatened of NT).